# Dr. Strangelove
Dr. Strangelove (fuldstændig titel: Dr. Strangelove eller: Hvordan jeg lærte at holde op med at bekymre mig og at elske bomben) er en film fra 1964, produceret i England og løst baseret på bogen Red Alert. Den er instrueret af Stanley Kubrick, og har Peter Sellers i tre roller. Filmen er en satire over den kolde krig, og er blandt de 60 højest vurderede film hos imdb.com .
Filmen omhandler atomkrig udløst ved et uheld, da en gal amerikansk general beordrer sin enheds B-52-bombefly til at kaste deres atombomber over Sovjetunionen og dermed medvirker til at udløse dommedag.

## Handling
Filmen begynder med, at den psykotiske brigadegeneral Jack D. Ripper (Sterling Hayden) i et forsøg på at beskytte amerikanernes "værdifulde kropsvæsker" beordrer sin base isoleret fra omverdenen. Samtidig benytter han en kode "R", der bevirker, at samtlige B-52 bombefly fra hans enhed, der er på vingerne, skal angribe Sovjetunionen. Heriblandt er "The Leper Colony" under ledelse af Major T.J. "King" Kong (Slim Pickens), som er en nationalistisk texaner.
Præsident Merkin Muffley (Peter Sellers) møder op i kommandorummet i Pentagon, hvor han får at vide af den bombeglade general Buck Turgidson (George C. Scott), at flyene ikke kan kaldes tilbage uden en kode på tre bogstaver, som kun Ripper kender. Trods modstand fra generalerne, beordrer Muffley, at der straks skal sendes en hærenhed af sted for at invadere Rippers base. Den russiske ambassadør møder kort efter op i kommandorummet, hvor han panisk fortæller, at enhver atomeksplosion på russisk jord vil sætte gang i en såkaldt dommedagsmaskine, der vil udrydde alt menneskeliv. En tidligere nazistisk videnskabsmand, den kørestolsbundne dr. Strangelove (Peter Sellers), bekræfter muligheden for, at dette er teknisk muligt.
Samtidig angribes Rippers base, og han forsvarer den med sit maskingevær. Efter en længere træfning indser brigadegeneralen foran sin næstkommanderende Lionel Mandrake (Peter Sellers igen), at alt ser håbløst ud, hvorfor han begår selvmord. Mandrake har forsøgt at forhindre aktionen og bliver anholdt af oberst "Bat" Guano, som først antager, at Mandrake har myrdet Ripper. Efter en længere ordveksling indvilliger han dog i at hjælpe Mandrake, der har fundet koden til tilbagekaldelsen af flyene, med at komme i kontakt med præsidenten ved at skyde en Coca-Cola-automat åben, så Mandrake kan få tilstrækkeligt med mønter til at betjene en mønttelefon.
Alle flyene tilbagekaldes af præsidenten, da koden er afsløret. Major Kongs fly er imidlertid beskadiget af antiluftskyts, hvorefter det fortsætter mod et andet mål end det oprindelige. Det viser sig dog, at bombelugen ikke kan udløses, og major Kong forsøger derfor selv at reparere udløsningsmekanismen. Dette resulterer i filmens måske mest kendte scene, hvor Kong sidder overskrævs på en atombombe og vinker med sin hat, som sad han på en rodeotyr. Herefter sker den store eksplosion, som automatisk udløser gengældelsen med dommedagsbomben.
I filmens sidste minutter fortæller dr. Strangelove med et strejf af nostalgi fra sin tid hos nazisterne om, hvordan amerikanerne kan overleve den radioaktive ødemark ved at bo i mineskakter og kun medbringe de stærkeste eksemplarer af racen og have ti kvinder for hver mand. Tanken ophidser ham faktisk så meget, at han har problemer med at styre sin mekaniske armprotese, som af sig selv udfører den nazistiske "heil"-hilsen, og til sidst rejser han sig fra sin kørestol og skriger "Mein Führer, jeg kan gå!", hvorefter en montage af atomeksplosioner afslutter filmen.

## Medvirkende
Blandt de medvirkende kan nævnes:
- Peter Sellers som præsident Merkin Muffley / Dr. Strangelove / Lionel Mandrake
- George C. Scott som general Buck Turgidson
- Sterling Hayden som brigadegeneral Jack D. Ripper
- Slim Pickens som major T.J. "King" Kong
- Keenan Wynn som 'Bat' Guano
- Peter Bull som den russiske ambassadør Alexi de Sadesky
- James Earl Jones som løjtnant Lothar Zogg
- Tracy Reed som Miss Scott

## Trivia
- Peter Sellers var oprindeligt også tiltænkt rollen som major "King" Kong, men da han uheldigvis brækkede benet under indspilningerne, måtte denne plan opgives. Desuden hævdes det, at han trods sin sans for sprog havde problemer med majorens brede Texas-dialekt.
- Under filmens afslutningsscener spilles "We'll Meet Again", der var Vera Lynns store succes fra 2. verdenskrig.

## Udgivelse
Filmen var oprindeligt planlagt med premiere 12. december 1963, men på grund af mordet på John F. Kennedy 20 dage forinden mente man, at det var upassende, så premieren blev udskudt til 29. januar 1964. Desuden blev bynavnet "Dallas", hvor præsidenten var blevet myrdet, ændet til "Vegas" i major Kong's bemærkning "Gee, a guy could have a swell weekend in Vegas with all this stuff" efter gennemgangen af indholdet af besætningens overlevelsesudstyr. Ændringen blev lavet som en eftersynkronisering af den færdige filmoptagelse, og læbernes bevægelse passer derfor ikke til ordet.
Filmen var nomineret til fire af de store Oscar-priser, men opnåede ingen af dem. Tre af dem gik til My Fair Lady. Til gengæld vandt filmen flere europæiske filmpriser, herunder BAFTA Award, den britiske pendant til Oscar'en. Filmen fik en Bodil i 1964 som bedste europæiske film.

## Seksuelle antydninger i filmen
Filmen er fyldt med seksuelt orienterede vittigheder og hentydninger, og blandt andet har flere af navnene i filmen seksuelle referencer. Her følger nogle eksempler:
- Jack D. Ripper (Jack the Ripper) var en psykopatisk engelsk morder, der især var kendt for at myrde prostituerede.
- Mandrake betyder på dansk alrune. Denne plante regnes til tider som et afrodisiakum.
- Buck Turgidson: "Buck" betyder buk (f.eks. gedebuk), og "turgid" betyder opsvulmet.
- Merkin Muffley: "Merkin" er en kønsbehårings-paryk, og "muff" er slang for de kvindelige kønsorganer og kvindelig kønsbehåring.
- Ambassadør Desadeski er en direkte reference til Markis de Sade, ophavsmand til begrebet sadisme.
- Strangelove betyder perverteret kærlighed.

Derudover er der en række indirekte referencer til den menneskelige forplantning:
- Fly, der parrer sig
- Strangeloves ukontrollable arm. Armen er enten en mekanisk protese, eller også lider han af Alien Hand Syndrome
- Kings ridt overskrævs på bomben
- Colamaskinen, der sprøjter dåser ud (eller ikke kan!)